# Бяловоди (Люблінське воєводство)
Бяловоди (пол. Białowody) — село в Польщі, у гміні Ухані Грубешівського повіту Люблінського воєводства.
Населення — 168 осіб (2011).
У 1975—1998 роках село належало до Замойського воєводства.

## Демографія
Демографічна структура станом на 31 березня 2011 року:
|          | Загалом | Допрацездатний вік | Працездатний вік | Постпрацездатний вік |
| -------- | ------- | ------------------ | ---------------- | -------------------- |
| Чоловіки | 85      | 17                 | 58               | 10                   |
| Жінки    | 83      | 18                 | 40               | 25                   |
| Разом    | 168     | 35                 | 98               | 35                   |